# Encyclopédie de Lermontov
L'Encyclopédie de Lermontov (russe : «Лермонтовская энциклопедия») est la première encyclopédie en langue russe consacrée à une seule personne, le poète Mikhaïl Lermontov.

## Description
Elle a été publiée en 1981 aux éditions Encyclopédie soviétique. Son rédacteur en chef est Viktor Manouïlov (ru). Le collège de rédaction est composé d'Irakli Andronikov, Vassili Bazanov (ru), Alekseï Bouchine (ru), Vadim Vatsouro (ru), Vladimir Jdanov (ru) et Mikhaïl Khraptchenko (ru).
Elle rassemble dans un volume de 746 pages d'un format encyclopédique plusieurs milliers d'articles et de notes traitant des sujets suivants :
- Ouvrages de Mikhaïl Lermontov (un article sur chacun de ces textes) ;
- Principaux problèmes de l'œuvre de Mikhaïl Lermontov ;
- Poétique et métrique de Mikhaïl Lermontov  ;
- Influences russes et étrangères sur l'œuvre de Mikhaïl Lermontov;
- Biographies de Mikhaïl Lermontov, jalons et évènements ;
- Proches de Mikhaïl Lermontov, ayant laissé une trace dans sa vie et son œuvre ;
- Thèmes lermontoviens dans l'art ;
- Études lermontoviennes.

Le livre contient de nombreuses illustrations, notamment des hors-textes en couleur: elle reproduit une partie des dessins et des tableaux Mikhaïl Lermontov. Y figure également son arbre généalogique.